# The Astyanax
Pour les articles homonymes, voir Astyanax (homonymie).
The Astyanax (connu au Japon sous le nom The Lord of King)  est un jeu d'arcade de type action plates-formes en 2D développé et édité par Jaleco. Le jeu est également sorti au Japon le 21 décembre 1989 et aux États-Unis sur Nintendo Entertainment System en mars 1990 sous le titre Astyanax,,,.

## Synopsis
Le héros, Astyanax, est un lycéen de 16 ans venant de Greenview, qui est transporté dans le monde de Remnia par un lutin nommé Cutie. Selon la prophétie, Astyanax doit sauver la femme qu'il a vu en rêves, la princesse kidnappée de Remnia, Rosebud, des mains du sorcier Blackhorn dans son château de Thelenea. Cutie donne une hache à Astyanax pour sa quête.

## Système de jeu
Le personnage peut utiliser plusieurs armes: hache, lance et épée, ainsi que 3 sorts magiques.
Le jeu a été comparé à Legendary Axe.